# Марек Бакош
Марек Бакош (словац. Marek Bakoš, нар. 15 квітня 1983, Нова Баня) — словацький футболіст, нападник клубу «Слован».

## Ігрова кар'єра
Народився 15 квітня 1983 року в місті Нова Баня. Вихованець юнацьких команд футбольних клубів «Нова Баня» та «Нітра».
У дорослому футболі дебютував 2002 року виступами за «Нітру», в якій провів лише 1 матч у рамках чемпіонату. Свій єдиний матч у чемпіонаті Словаччини за «Нітру» він зіграв у сезоні 1999/2000.
Своєю грою за дубль команди привернув увагу представників тренерського штабу клубу «Матадор», до складу якого приєднався в липні 2004 року. Відіграв за команду з Пухова наступні півтора сезону своєї ігрової кар'єри. Більшість часу, проведеного у складі пуховського «Матадора», був основним гравцем команди.
З лютого по грудень 2006 року захищав кольори «Шинника». У чемпіонаті Росії Бакош дебютував 1 квітня у зустрічі 3-го туру проти «Томі», вийшовши на заміну на 73-й хвилині замість Андрія Коновалова. Всього в Прем'єр-лізі футболіст зіграв 22 матчі, забивши 3 голи. 20 вересня в матчі 1/16 фіналу кубку Росії Бакош зробив дубль, забивши обидва голи з пенальті у ворота брянського  «Динамо».
У лютому 2007 року уклав контракт з клубом «Ружомберок»., у складі якого провів наступні два з половиною роки своєї кар'єри гравця. Граючи у складі «Ружомберка» також здебільшого виходив на поле в основному складі команди і був одним з головних бомбардирів команди, маючи середню результативність на рівні 0,33 голу за гру першості.
До складу клубу «Вікторія» (Пльзень) приєднався в липні 2009 року. За п'ять років відіграти за пльзенську команду 124 матч в національному чемпіонаті і був одним з головних бомбардирів команди, відзначаючись забитим голом у середньому щонайменше у кожній третій грі чемпіонату. З клубом він у сезоні 2009/10 став володарем кубку країни, а сезоні 2010/11 став чемпіоном країни і завоював національний суперкубок. У розіграші Ліги чемпіонів 2011/12 Бакош з 6 м'ячами став найкращим бомбардиром кваліфікації.
У січні 2015 року перейшов у ліберецький «Слован», уклавши з ним контракт на півтора року. і вже того ж року виграв з командою національний кубок і суперкубок. Наразі встиг відіграти за ліберецьку команду 20 матчів у національному чемпіонаті.

## Збірна
1999 року дебютував у складі юнацької збірної Словаччини, взяв участь у 5 іграх на юнацькому рівні.
Залучався до складу молодіжної збірної Словаччини. На молодіжному рівні зіграв у 9 офіційних матчах, забив 3 голи.
Бакош дебютував у національній збірної своєї країни 29 лютого 2012 року в товариському матчі проти збірної Туреччини, який завершився з рахунком 2-1 на користь словаків.
Всього провів у формі головної команди країни 13 матчів.

## Статистика виступів

### Статистика клубних виступів
| Сезон                          | Команда                        | Чемпіонат                      | Чемпіонат | Чемпіонат | Національний кубок | Національний кубок | Національний кубок | Континентальні кубки | Континентальні кубки | Континентальні кубки | Інші змагання | Інші змагання | Інші змагання | Усього | Усього |
| Сезон                          | Команда                        | Ліга                           | Ігор      | Голів     | Ліга               | Ігор               | Голів              | Ліга                 | Ігор                 | Голів                | Ліга          | Ігор          | Голів         | Ігор   | Голів  |
| ------------------------------ | ------------------------------ | ------------------------------ | --------- | --------- | ------------------ | ------------------ | ------------------ | -------------------- | -------------------- | -------------------- | ------------- | ------------- | ------------- | ------ | ------ |
| 2002–03                        | «Нітра»                        | 2Л (ІІ)                        | 1         | 0         | -                  | -                  | -                  | -                    | -                    | -                    | -             | -             | -             | 1      | 0      |
| 2003–04                        | «Матадор» (Пухов)              | СЛ                             | 21        | 1         | КС                 | ?                  | ?                  | КУЄФА                | 1                    | 0                    | -             | -             | -             | 22+    | 1+     |
| 2004–05                        | «Матадор» (Пухов)              | СЛ                             | 35        | 9         | КС                 | ?                  | ?                  | -                    | -                    | -                    | -             | -             | -             | 35+    | 9+     |
| 2005–06                        | «Матадор» (Пухов)              | СЛ                             | 19        | 8         | КС                 | ?                  | ?                  | -                    | -                    | -                    | -             | -             | -             | 19+    | 8+     |
| Усього за «Матадор» (Пухов)    | Усього за «Матадор» (Пухов)    | Усього за «Матадор» (Пухов)    | 75        | 18        |                    | ?                  | ?                  |                      | 1                    | 0                    |               | -             | -             | 76+    | 18+    |
| 2006                           | «Шинник»                       | ПЛ                             | 22        | 3         | КР                 | ?                  | ?                  | -                    | -                    | -                    | -             | -             | -             | 22+    | 3+     |
| 2006–07                        | «Ружомберок»                   | СЛ                             | 11        | 0         | КС                 | ?                  | ?                  | -                    | -                    | -                    | -             | -             | -             | 11+    | 0+     |
| 2007–08                        | «Ружомберок»                   | СЛ                             | 22        | 10        | КС                 | ?                  | ?                  | -                    | -                    | -                    | -             | -             | -             | 22+    | 10+    |
| 2008–09                        | «Ружомберок»                   | СЛ                             | 15        | 6         | КС                 | ?                  | ?                  | -                    | -                    | -                    | -             | -             | -             | 15+    | 6+     |
| Усього за «Ружомберок»         | Усього за «Ружомберок»         | Усього за «Ружомберок»         | 48        | 16        |                    | ?                  | ?                  |                      | -                    | -                    |               | -             | -             | 48+    | 16+    |
| 2009–10                        | «Вікторія» (Пльзень)           | 1Л                             | 24        | 7         | КЧ                 | 3                  | 1                  | -                    | -                    | -                    | -             | -             | -             | 27     | 8      |
| 2010–11                        | «Вікторія» (Пльзень)           | 1Л                             | 25        | 9         | КЧ                 | 3                  | 3                  | ЛЄ                   | 0                    | 0                    | СЧ            | 1             | 0             | 29     | 12     |
| 2011–12                        | «Вікторія» (Пльзень)           | 1Л                             | 28        | 16        | КЧ                 | 0                  | 0                  | ЛЧ+ЛЄ                | 11+2                 | 8+0                  | СЧ            | 0             | 0             | 41     | 24     |
| 2012–13                        | «Вікторія» (Пльзень)           | 1Л                             | 28        | 10        | КЧ                 | 1                  | 0                  | ЛЄ                   | 12                   | 4                    | -             | -             | -             | 41     | 14     |
| 2013–14                        | «Вікторія» (Пльзень)           | 1Л                             | 14        | 1         | КЧ                 | 2                  | 0                  | ЛЧ+ЛЄ                | 5+4                  | 1+0                  | -             | -             | -             | 25     | 2      |
| 2014–15                        | «Вікторія» (Пльзень)           | 1Л                             | 5         | 1         | КЧ                 | 3                  | 1                  | ЛЄ                   | 2                    | 0                    | СЧ            | 1             | 0             | 11     | 2      |
| Усього за «Вікторію» (Пльзень) | Усього за «Вікторію» (Пльзень) | Усього за «Вікторію» (Пльзень) | 124       | 44        |                    | 12                 | 5                  |                      | 36                   | 13                   |               | 2             | 0             | 174    | 62     |
| 2014–15                        | «Слован»                       | 1Л                             | 12        | 1         | КЧ                 | 4                  | 1                  | -                    | -                    | -                    | -             | -             | -             | 16     | 2      |
| 2015–16                        | «Слован»                       | 1Л                             | 8         | 5         | КЧ                 | 0                  | 0                  | ЛЄ                   | 6                    | 1                    | СЧ            | 1             | 0             | 15     | 6      |
| Усього за «Слован»             | Усього за «Слован»             | Усього за «Слован»             | 20        | 6         |                    | 4                  | 1                  |                      | 6                    | 1                    |               | 1             | 0             | 31     | 8      |
| Усього за кар'єру              | Усього за кар'єру              | Усього за кар'єру              | 290       | 87        |                    | 16+                | 6+                 |                      | 43                   | 14                   |               | 3             | 0             | 352+   | 107+   |

## Титули і досягнення
- Чемпіон Чехії (2):

«Вікторія» (Пльзень): 2010-11, 2012-13
- Володар кубку Чехії (2):

«Вікторія» (Пльзень): 2009-10
«Слован»: 2014-15
- Володар Суперкубку Чехії (2):

«Вікторія» (Пльзень): 2011
«Слован»: 2015